# Église Saint-Pierre de Thibivillers
Pour les articles homonymes, voir Église Saint-Pierre.
L'église Saint-Pierre est une église catholique située à Thibivillers, en France. Elle est affiliée à la paroisse Saint-François-d'Assise du Vexin.

## Localisation
L'église est située dans le département français de l'Oise, sur la commune de Thibivillers.

## Historique

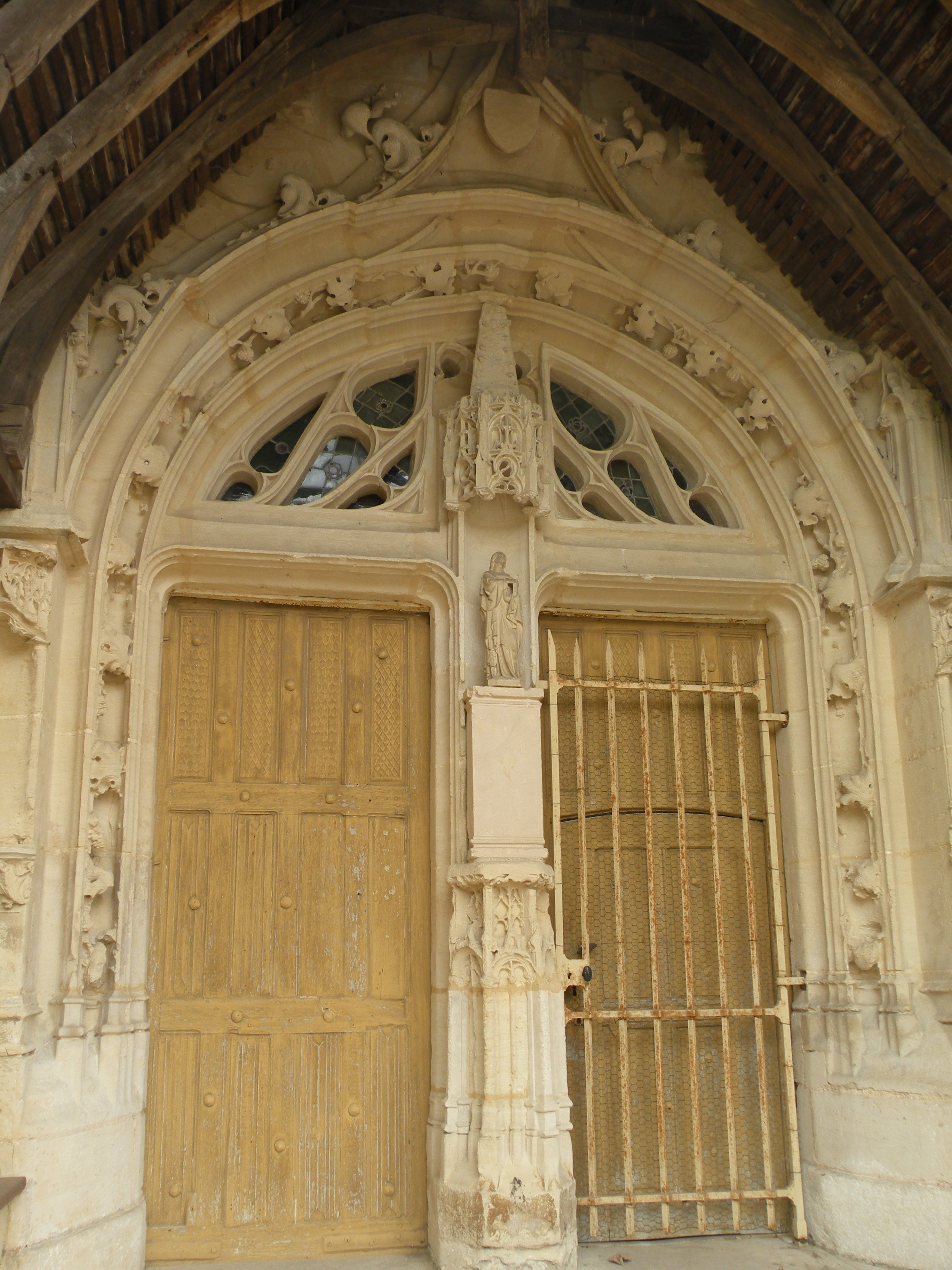
Le portail restauré en 2006.

L'édifice est inscrit au titre des monuments historiques par arrêté du 27 septembre 1972. Il a bénéficié d'une restauration en 2006.